# Alexandre de Rhodes

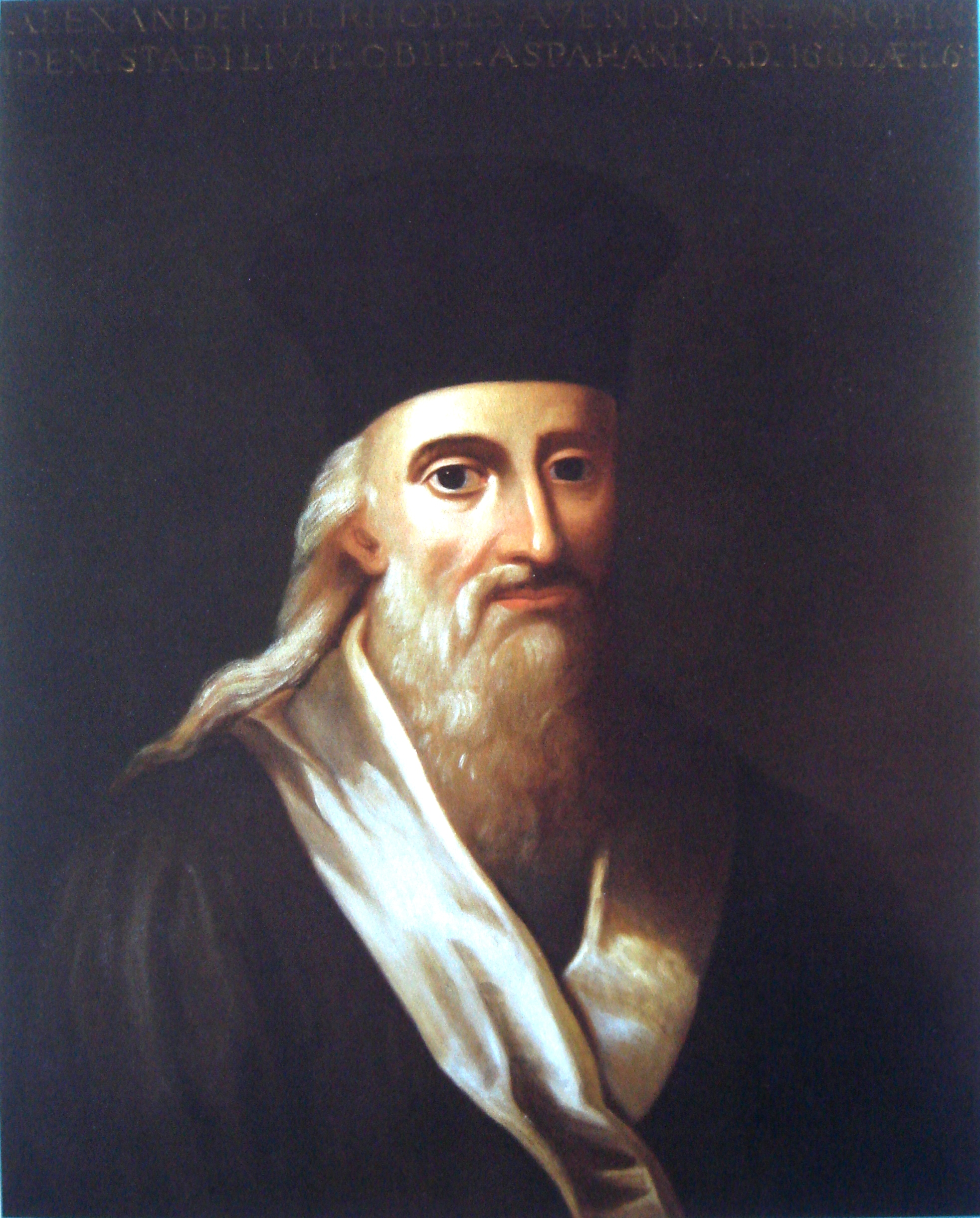
Alexandre de Rhodes

Alexandre de Rhodes (Avignon, 15 januari 1591 - Isfahan, 5 november 1660) was een jezuïet en missionaris die leefde in de 17e eeuw.
In 1627 kwam hij onder Portugese begeleiding naar Vietnam. In eerste instantie had hij een hekel aan de taal en het land, maar toch slaagde hij erin om binnen 6 maanden genoeg Vietnamees te leren om in die taal te kunnen preken. Later zou hij ook nog Japans, Mandarijn, Hindi en Perzisch leren. Onder de indruk van zijn talenkennis zond het hoofd van de jezuïetenmissie hem naar Hanoi. Daar overtuigde hij de noordelijke keizer Trinh Trang (Trinh familie) met giften om hem te laten blijven. In 2 jaar tijd wist hij, volgens zijn eigen werken, 6700 Vietnamezen te dopen, waaronder 18 edelen. Zijn preken tegen polygamie werden echter door de hofconcubines gezien als een aanval op hun bestaan en zij overtuigden de keizer ervan om de Rhodes te laten verbannen in 1630. Hij vluchtte naar het zuiden van Vietnam, maar kwam erachter dat de Nguyen-heren afwijzend tegenover zijn komst stonden. Hij ging hierop naar Macau, maar keerde regelmatig met gevaar voor eigen leven terug naar Vietnam. In 1645 werd hij gevangengenomen en ter dood veroordeeld, maar na 3 weken het land uitgezet. Twee andere priesters in zijn gezelschap werden onthoofd, en zeven anderen verloren een vinger. 
Tijdens zijn leven perfectioneerde Alexandre de Rhodes een systeem genaamd Quoc ngu. Hij presenteerde een plan in het Vaticaan om lokale missionarissen (Vietnam) te trainen om de bevolking in de landen in Zuidoost-Azië te bekeren. Dit werd in eerste instantie afgewezen, maar in 1664 - vier jaar na zijn dood - alsnog goedgekeurd door de paus. Dit werk werd later voortgezet door Pierre Pigneau de Behaine. Alexandre de Rhodes stierf in 1660.